# Lisa Randall
Lisa Randall, född den 18 juni 1962 i New York, är en amerikansk partikelfysiker verksam vid Harvard University. Hon är en av de mest citerade fysikerna de senaste åren och är mest berömd för sina modeller för universum, utvecklade i samarbete med Raman Sundrum 1999, där all materia och krafter förutom gravitation är lokaliserade i ett rum spänt upp av 3+1 dimensioner. Dessa modeller benämns RS1 och RS2.
Lisa Randalls forskning kopplar samman teoretiska insikter med gåtor i vår nuvarande förståelse av materiens egenskaper och interaktioner. Hon har utvecklat och studerat ett stort antal olika modeller för att lösa dessa frågor, varav den mest framträdande inbegriper extra rymddimensioner. Hennes arbete har inneburit att förbättra vår förståelse av partikelfysikens standardmodell, supersymmetri, baryogenes, kosmologisk inflation och mörk materia. Randalls forskning utforskar också sätt att experimentellt testa och verifiera idéer och hennes nuvarande forskning är till stor del inriktad på Large Hadron Collider och sökningar och modeller för mörk materia.
Randall har också varit närvarande i offentligheten genom sitt skrivande, sina föreläsningar och sina framträdanden i radio och TV. Randalls böcker, Warped Passages: Unraveling the Mysteries of the Universe's Hidden Dimensions och Knocking on Heaven's Door: How Physics and Scientific Thinking Illuminate the Universe and the Modern World fanns båda med på New York Times lista över årets 100 anmärkningsvärda böcker. Higgs-upptäckten: The Power of Empty Space släpptes som Kindle Single sommaren 2012 som en uppdatering av den senaste utvecklingen inom partikelfysiken.
Randalls studier har gjort henne till en av de mest citerade och inflytelserika teoretiska fysikerna och hon har fått många priser och utmärkelser för sina vetenskapliga insatser. Hon är medlem av National Academy of Sciences, American Philosophical Society, American Academy of Arts and Sciences, var medlem av American Physical Society och har tidigare vunnit ett Alfred P. Sloan Foundation Research Fellowship, ett National Science Foundation Young Investigator Award, ett DOE Outstanding Junior Investigator Award och Westinghouse Science Talent Search. Randall är hedersledamot av Royal Irish Academy och hedersledamot av British Institute of Physics. År 2003 fick hon Premio Caterina Tomassoni e Felice Pietro Chisesi Award från Roms universitet La Sapienza. År 2006 fick hon Klopsteg Award från American Society of Physics Teachers (AAPT) för sina föreläsningar och 2007 fick hon Julius Lilienfeld-priset från American Physical Society för sitt arbete med elementarpartikelfysik och kosmologi och för att ha förmedlat detta arbete till allmänheten.
Randall har också arbetat med konstvetenskapliga kopplingar och skrivit ett libretto för Hypermusic: A Projective Opera in Seven Planes som hade premiär i Pompidou Center i Paris och har varit medarrangör för en konstutställning för Los Angeles Arts Association, Measure for Measure, som presenterades i Gallery 825 i Los Angeles, i Guggenheim Gallery vid Chapman University och i Carpenter Center vid Harvard. År 2012 mottog hon Andrew Gemant Award från American Institute of Physics, som delas ut årligen för betydande bidrag till fysikens kulturella, konstnärliga eller humanistiska dimension.